# Little Bentley
 (avril 2023).
Pour les articles homonymes, voir Bentley.
Little Bentley est un village et une paroisse civile de l'Essex, en Angleterre.